# Krzyżewo, Braniewski
Krzyżewo [kʂɨˈʐɛvɔ] (tiếng Đức: Kreutzdorf)  là một ngôi làng ở quận hành chính của Gmina Frombork, trong huyện Braniewski, Warmińsko-Mazurskie, ở miền bắc Ba Lan. Nó nằm khoảng 6 kilômét (4 mi)   phía tây nam Frombork, 15 km (9 mi)     về phía tây nam của Braniewo và 81 km (50 mi) phía tây bắc của thủ đô khu vực Olsztyn.
Trước năm 1772, khu vực này là một phần của Vương quốc Ba Lan, 1772-1945 Phổ và Đức (Đông Phổ).
Ngôi làng có dân số xấp xỉ 80 người.